# Larosita
La larosita és un mineral de la classe dels sulfurs. Va ser anomenada en honor d'Alfred LaRose (1870-1940), un dels principals descobridors l'any 1903 dels rics dipòsits de plata de l'àrea de Cobalt del nord d'Ontario, que van provocar un gran auge i explotació minera a la regió.

## Característiques
La larosita és un sulfur de fórmula química (Cu,Ag)21PbBi₂S13. Cristal·litza en el sistema ortoròmbic en petits cristalls aciculars o en forma de flama, de fins a 300 μm. La seva duresa a l'escala de Mohs és de 3 a 3,5.
Segons la classificació de Nickel-Strunz, la larosita pertany a «02.LB - Sulfosals sense classificar, amb Pb essencial» juntament amb els següents minerals: miharaïta, ardaïta, launayita, madocita, playfairita, sorbyita, sterryita, petrovicita, mazzettiïta i crerarita.

## Formació i jaciments
La larosita va ser descoberta a la mina Foster, a Coleman Township (Districte de Timiskaming, Ontario, Canadà), en la porció central d'un filó hidrotermal en capes. També ha estat descrita als Estats Units, Noruega i la Xina.
Sol trobar-se associada a altres minerals com: calcocita, stromeyerita, arsenopirita, galena, tetraedrita i polibasita.